# Zombia antillarum
Zombia antillarum är en enhjärtbladig växtart som först beskrevs av Descourt., och fick sitt nu gällande namn av Liberty Hyde Bailey. Zombia antillarum ingår i släktet Zombia och familjen Arecaceae. Inga underarter finns listade i Catalogue of Life.

## Bildgalleri

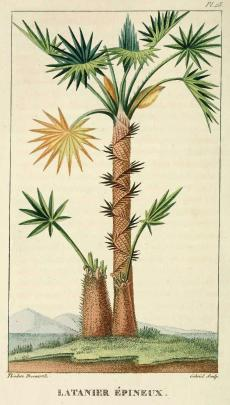